# Little America (série télévisée)
Pour les articles homonymes, voir Little America.
Little America ou Sur la route des rêves au Québec est une série télévisée d'anthologie américaine basée sur les histoires publiées dans le magazine Epic (en), et mise en ligne le 17 janvier 2020 sur le service Apple TV+.
En décembre 2019, la série a été renouvelée pour une deuxième saison.

## Synopsis
La série cherche à « aller au-delà des gros titres pour regarder la vie drôle, romantique, sincère, inspirante et inattendue des immigrants en Amérique, à une époque où leurs histoires sont plus pertinentes que jamais ».

## Distribution et Épisodes

### Saison 1 (2020)

#### 1.Le Gérant
- Suraj Sharma : Kabir
- Eshan Inamdar : jeune Kabir
- Ishan Gandhi : préadolescent Kabir

#### 2.Le Jaguar
- Jearnest Corchado : Marisol
- Melinna Bobadilla : Gloria
- John Ortiz : entraîneur de squash
- Jamie Gore Pawlik : Charlotte Ansley

#### 3.Le Cow-boy
- Conphidance : Iwegbuna
- Tom McCarthy : professeur Robbins
- Chinaza Uche : Chioke
- Ebbe Bassey : Mma Udeh

#### 4.Le Silence
- Mélanie Laurent : Sylviane
- Zachary Quinto : leader spirituel
- Bill Heck : Jack
- Gavin Lee : Henry

#### 5.La reine des cookies
- Kemiyondo Coutinho : Béatrice[4]
- Innocent Ekakitie : Brian
- Susan Basemera : Yuliana
- Phillip Luswata

#### 6.Les Gagnants du grand prix
- Angela Lin : Ai
- X. Lee : Bo
- Madeleine Chang : Cheng

#### 7.Le Rocher
- Shaun Toub : Faraz
- Shila Vosough Ommi : Yasmin
- Justin Ahdoot : Behrad

#### 8.Le Fils
- Haaz Sleiman : Rafiq
- Adam Ali : Zain

### Deuxième saison (2022)
La série a été renouvelée pour une seconde saison, et mise en ligne le 9 décembre 2022.
1. Monsieur Song (Mr Song)
2. La Magicienne du soutien (The Bra Whisperer)
3. Le 9e appel (The 9th Caller)
4. Du chameau en brochette (Camel on a Stick)
5. La Porte cosmique (Space Door)
6. Columbus Starlings LLC
7. Le Piano de papier (Paper Piano)
8. Le Bras d'intérieur (The Indoor Arm)

## Production
Le 8 février 2018, il a été annoncé qu'Apple développait une série télévisée basée sur la collection d'histoires vraies Little America présentée dans le magazine Epic. La série devrait être écrit par Lee Eisenberg , Kumail Nanjiani et Emily V. Gordon , qui produiront également tous les deux aux côtés d'Alan Yang, Joshuah Bearman et Joshua Davis. Arthur Spector agira en tant que coproducteur exécutif. Les sociétés de production impliquées dans la série incluent Universal Television,. Le 19 juin 2018, il a été annoncé qu'Apple avait donné à la production une commande en série. La série a commencé le tournage dans le New Jersey au début de 2019; cependant, le huitième épisode de la première saison, The Son (qui parle d'un demandeur d'asile gay de Syrie), a été tournée dans la province canadienne de Québec parce que le décret exécutif américain 13780 a empêché certains de ses acteurs d'être capable d'entrer aux États-Unis pour le tournage.
En décembre 2019, Apple a renouvelé la série pour une deuxième saison.

## Réception
Sur Rotten Tomatoes, la série a une note de 94 % avec un score moyen de 8,92 sur 10 basé sur 36 avis. Le consensus critique du site est « Joyeux, sincère et très humain, la collection réfléchie de contes d'immigrants de Little America est aussi inspirante qu'elle est relatable ». Sur Metacritic, il a un score de 85 sur 100 basé sur 20 critiques, indiquant une « acclamation universelle ».